# Slädene distrikt
Slädene distrikt är ett distrikt i Vara kommun och Västra Götalands län. 
Distriktet ligger nordväst om Vara. 

## Tidigare administrativ tillhörighet
Distriktet inrättades 2016 och utgörs av en del av området som Vara köping omfattade till 1971, delen som före 1967 utgjorde socknen Slädene.
Området motsvarar den omfattning Slädene församling hade vid årsskiftet 1999/2000.